# 乌拉尔图语
烏拉爾圖語（Urartian）是一種已經滅絕的胡里安-烏拉爾圖語，曾流通於凡湖周圍的烏拉爾圖王國。該國位於土耳其東部的亚美尼亚高原。該語言過去的使用範圍尚不明確，部分學者認為它可能在凡湖周邊及上游大扎卜河山區地帶占優勢。有些人則認為此語言僅由作為統治階級的一小部分人口使用。
烏拉爾圖語最早出現於前9世紀，在前585年烏拉爾圖王國滅亡後停止書寫，推測因國家崩潰而滅絕。

## 分類
烏拉爾圖語屬於胡里安-烏拉爾圖語，是一種使用作通型配列的黏着語，該語系中目前唯一已知的另一種語言是胡里安語。此語言遺留於烏拉爾圖王國領土內出土的眾多楔形文字銘文中。曾有學者主張存在一種獨立的「烏拉爾圖象形文字」（Urartian hieroglyphs）系統，但至今仍缺乏確鑿證據加以證實。
烏拉爾圖語與胡里安語關係密切，後者文獻保存較佳，出現在更早、但時間不重疊的時期（約自西元前2000年到前1200年），其使用者在約前1350年仍使用本族語言書寫。兩者自約前2000年起應已各自獨立發展。雖然烏拉爾圖語並非胡里安語任何一種已知方言的直接延續，其許多語言特徵可視為相對於胡里安語的創新發展，尤其與所謂的古胡里安方言關聯尤深。

胡里安-烏拉爾圖語的外部語系關係至今仍有爭議。曾有人嘗試將該語言與東北高加索語系、印歐語系或南高加索語系相互連結，但目前尚無定論。
學者曾為多個烏拉爾圖語的人名與地名提出印歐語系語源，例如亞美尼亞語與安那托利亞語族、伊朗語支，甚至可能還有古巴爾幹語族的來源。其中包括諸如「阿拉麥」與「阿爾吉什提」等國王名字、「迪奧埃希」與「烏里庫爾奇」等地區，「阿爾扎什昆」等城市，以及穆拉特河等地理名稱，還有部分詞彙與文法形式。現存的烏拉爾圖語文本係以楔形文字的一種變體——新亞述楔形文字書寫。 
比較表：
| 烏拉爾圖語 | 胡里安語 | 釋義               |
| ---------- | -------- | ------------------ |
| esi        | eše      | 地點               |
| šuri       | šauri    | 武器               |
| mane       | mane     | 第三人稱單數絕對格 |
| -ḫi        | -ḫi      | 附屬詞綴           |
| -še        | -š       | 作格               |
| -di        | -tta     | 第一人稱單數絕對格 |
| ag-        | ag-      | 領導               |
| ar-        | ar-      | 給予               |
| man-       | mann-    | 是                 |
| nun-       | un-      | 到來               |
| -di        | -da      | 指示語             |
| -u-        | -o-      | 及物性標記         |
| qiura      | eše      | 土壤               |
| lutu       | ašte     | 及物性標記         |

## 破譯
1826年，德國學者弗里德里希·爱德华·舒尔茨（Friedrich Eduard Schulz）在凡湖地區找到烏拉圖語銘文，並在圖什帕（製作了幾份楔形銘文的複製品，但未嘗試破譯這些銘文。在舒爾茨死後，其繪圖於1840年在《亞洲學報》中刊登，提供愛德華·欣克斯（Edward Hincks）破譯美索不達米亞楔形文字的關鍵線索。
在1850年代破譯亞述楔形文字之後，舒爾茨的繪圖成為破譯烏爾圖語言的基礎。而研究者很快就發現，烏爾圖語與任何已知語言都沒有關係，因此破譯的工作陷入了瓶頸。直到1882年才由A·H·塞斯成功破譯。此後破譯工作再次陷入了停滯，直到第一次世界大戰後，學者才再度利用凱利欣和托普扎瓦（Topzawä）所發現的烏爾圖-亞述雙語銘文繼續推進。
1963年，喬治·梅利基什維利G用俄語出版了烏爾圖語語法書，並於1971年以德語翻譯出版。1970年代，季亚科诺夫（I. M. Diakonoff）確立了烏爾圖語與胡里安語有親屬關係。

## 語料

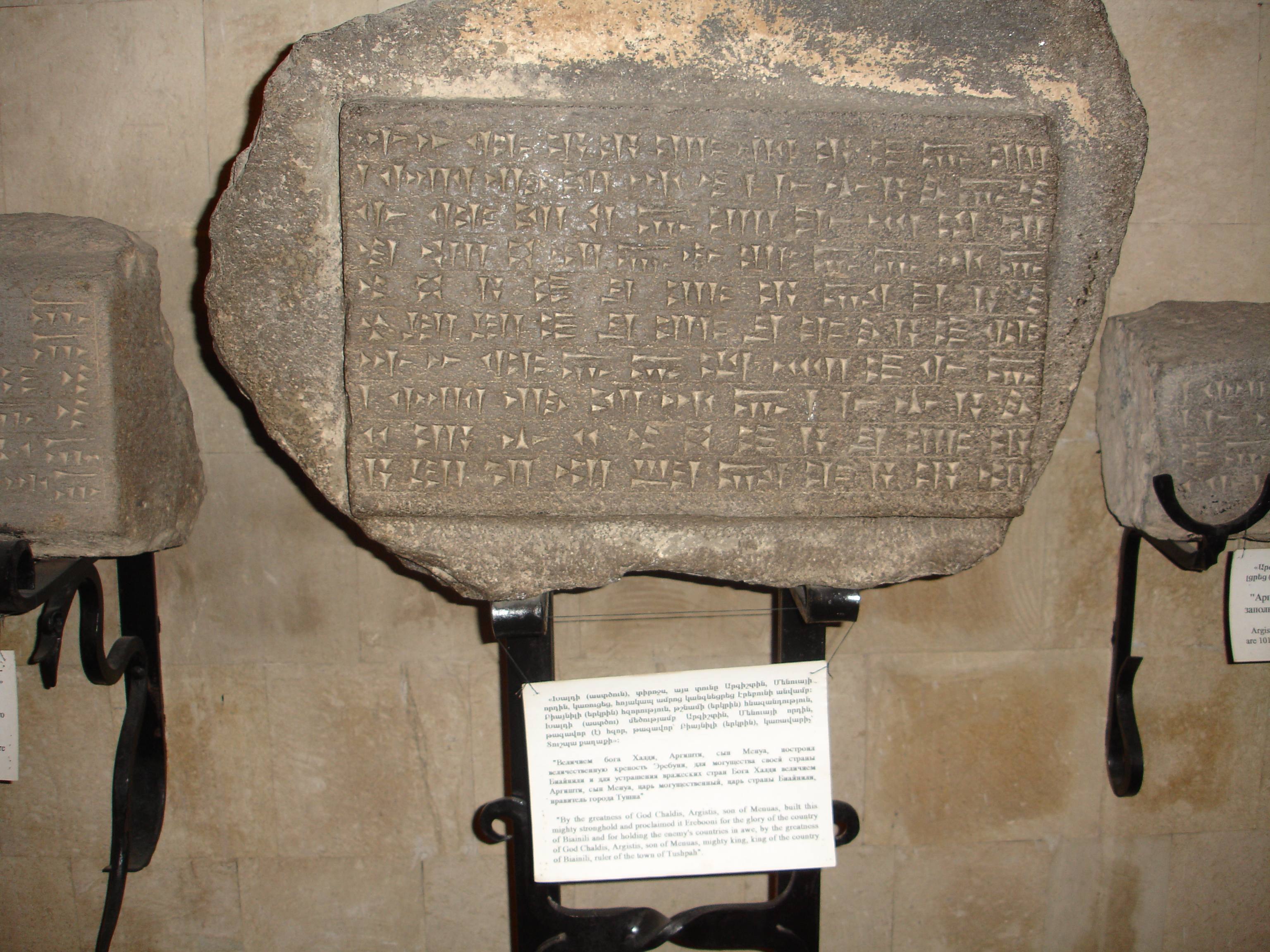
葉里溫埃雷布尼博物館（Erebuni Museum）展出的烏拉爾圖楔形文字石碑銘文。銘文寫道：「為卡爾迪神，烏拉爾圖的梅努阿之子阿爾吉什提建造了這座神廟和這座雄偉的堡壘。我將其命名為伊爾布尼，以彰顯比艾（烏拉爾圖）諸國的榮耀，並震懾敵國。以偉大的卡爾迪神為名，此乃梅努阿之子阿爾吉什提，強大的君王，比艾諸國之王，圖什帕城的統治者。」

該語言最早的語料可追溯到前9世紀的薩爾杜里一世時代，此後書寫記錄約維持了200年。
目前已發現的烏拉爾圖銘文約200塊，這些銘文使用了修改後的楔形文字。

## 文獻
- Хачикян, Маргарит Левоновна.   [The Urartian Language]. Казанский, Николай Н.; Кибрик, А. А.; Коряков, Ю. Б.  (编).   [Languages of the World: Ancient Dead Languages of Western Asia]. Moskow: Academia. 2010 （俄语）.
- Walker, C. B. F. . . London: British Museum Press. 1996. ISBN 0-7141-8077-7.
- Friedrich, Johannes.  [Urartian].  [The Ancient Languages of Asia Minor]. Handbuch der Orientalistik. I.2, 1/2,1. Leiden/New York/Cologne: Brill. 1969: 31–53 （德语）.
- Wilhelm, Gernot. . Woodard, Roger D.  (编). . Cambridge: Cambridge University Press. 2008: 105–123. ISBN 978-0-521-68496-5.
- Ivanov, Vyacheslav V. . Ivanov, Vyacheslav V.; Vine, Brent  (编).  1. 1996.
- Salvini, Mirjo.  [History and Culture of the Urartians]. Darmstadt: Wissenschaftliche Buchgesellschaft. 1995. ISBN 9783534018703 （德语）.
- Klein, Jeffrey J. . Anatolian Studies. 1974, 24: 77–94. JSTOR 3642600. doi:10.2307/3642600.

## 外部連結
- Electronic Corpus of Urartian texts with English translations and general informations on Urartu and the Urartian written sources created by B. Christiansen on the basis of M. Salvini's Corpus dei testi urartei I–V
- Russian-language scholarly publications on Urartu and the Urartian language; includes texts in Urartian
- A Urartian glossary (based on Die Urartäische Sprache:  (1971) by G.A. Melikishvili